# Steve Daines
Steven David Daines, detto Steve (Los Angeles, 20 agosto 1962), è un politico statunitense, senatore per lo stato del Montana dal 2015 e in precedenza membro della Camera dei Rappresentanti per lo stesso stato dal 2013 al 2015.

## Biografia
Nato in California, Daines crebbe in Montana. Dopo gli studi venne assunto dalla Procter & Gamble, dove rimase per tredici anni. In seguito lavorò per una società che si occupava di software.
Nel 2008 si candidò con il Partito Repubblicano a vicegovernatore del Montana, ma venne sconfitto con ampio margine dai democratici.
Nel 2010 annunciò la sua intenzione di candidarsi al Senato per le elezioni del 2012, ma quando il deputato Denny Rehberg dichiarò la propria candidatura per la stessa carica, Daines decise di interrompere la campagna elettorale per candidarsi al seggio della Camera lasciato da Rehberg. Daines riuscì ad essere eletto deputato, mentre Rehberg perse le elezioni al Senato.
Due anni dopo Daines annunciò la propria candidatura per il Senato, dove riuscì ad essere eletto.
Coniugato con Cindy, Daines ha quattro figli.